# St. Petersburg White Nights 2016
Die St. Petersburg White Nights 2016 im Badminton fanden vom 6. bis zum 10. Juli 2016 in Gattschina bei Sankt Petersburg statt.

## Sieger und Platzierte
| Disziplin    | Gold                               | Silber                              | Bronze                                |
| ------------ | ---------------------------------- | ----------------------------------- | ------------------------------------- |
| Herreneinzel | Lucas Claerbout                    | Lucas Corvée                        | Kim Bruun                             |
| Herreneinzel | Lucas Claerbout                    | Lucas Corvée                        | Sourabh Varma                         |
| Dameneinzel  | Neslihan Yiğit                     | Mako Urushizaki                     | Yukino Nakai                          |
| Dameneinzel  | Neslihan Yiğit                     | Mako Urushizaki                     | Nguyễn Thùy Linh                      |
| Herrendoppel | Jones Ralfy Jansen Josche Zurwonne | Bastian Kersaudy Julien Maio        | Konstantin Abramov Alexandr Zinchenko |
| Herrendoppel | Jones Ralfy Jansen Josche Zurwonne | Bastian Kersaudy Julien Maio        | Andrej Ashmarin Vitaliy Durkin        |
| Damendoppel  | Asumi Kugo Megumi Yokoyama         | Anastasia Chervyakova Olga Morozova | Tatjana Bibik Evgenia Dimova          |
| Damendoppel  | Asumi Kugo Megumi Yokoyama         | Anastasia Chervyakova Olga Morozova | Émilie Lefel Anne Tran                |
| Mixed        | Michael Fuchs Birgit Michels       | Vitaliy Durkin Nina Vislova         | Evgeny Dremin Evgenia Dimova          |
| Mixed        | Michael Fuchs Birgit Michels       | Vitaliy Durkin Nina Vislova         | Bastian Kersaudy Léa Palermo          |